# 浏阳县
浏阳县，中国旧县名。
东汉建安中析临湘县置刘阳县，南宋永初元年（420年），改称浏阳县，治所在今湖南省浏阳市东北。属长沙郡。“因县南浏阳水为名”（《元和郡县志》）。隋朝开皇九年（589年）废。唐朝景龙二年（708年）于故城复置，寻移今浏阳市。属潭州。元朝时属潭州路。元贞元年（1295年）升为浏阳州，移治今浏阳市东北官渡。明朝洪武二年（1369年）复降为县，还治今市。属长沙府。清代因袭不改。1934－1936年期间，在县境，一度析置平浏长县苏维埃政权。1993年改设浏阳市。